# Нове (Миргородський район)
Нове́ — село в Україні, у Лохвицькій міській громаді Миргородського району Полтавської області. Населення становить 59 осіб. Колишній орган місцевого самоврядування — Жабківська сільська рада.

## Географія
Село Нове знаходиться на схилах балки Бабин Яр, по якій протікає пересихаючий струмок з загатою. На відстані 3 км розташоване село Романиха.

## Історія
- Згідно із: "Списки населенных мест Российской империи, составленные и издаваемые Центральным статистическим комитетом Министерства внутренних дел : [По сведениям 1859]. - СПб. : изд. Центр. стат. ком. Мин. внутр. дел, 1861-1885.

[Вып.] 33 : Полтавская губерния / Обраб. Н. Штиглицом. - 1862. - XXXIII, [1], 262 с. ; 1 л. карт". - на 1962 рік хутір Новий вже існував з населенням у 80 душ. (стор. 173). 
- 1937 - Перейменоване в село Нове.
- 12 червня 2020 року, відповідно до розпорядження Кабінету Міністрів України № 721-р «Про визначення адміністративних центрів та затвердження територій територіальних громад Полтавської області», село увійшло до складу Лохвицької міської громади[1].
- 19 липня 2020 року, в результаті адміністративно - територіальної реформи та ліквідації Лохвицького району, село увійшло до складу новоутвореного Миргородського району Полтавської області[2].